# 哈尔滨医科大学附属第二医院
哈尔滨医科大学附属第二医院 (英語：Second Affiliated Hospital of Harbin Medical University)创立于1954年，是一所集医疗、科研、教学、预防、保健、康复为一体的大型综合三级甲等医院，位于中华人民共和国黑龙江省哈尔滨市南岗区保健路148号，建筑面积53万平方米，拥有床位6012张，现有员工4534人。

## 歷任院長
- 焦军东

## 科室设置
哈尔滨医科大学附属第二医院拥有44个临床科室，16个医技科室。